# Campionatul Mondial de Fotbal 2018
Campionatul Mondial de Fotbal 2018 a fost cea de-a 21-a ediție a Campionatului Mondial de Fotbal și a avut loc în Rusia.
Turneul final a avut 32 de echipe, inclusiv țara gazdă, formatul final menținându-se ca la turneul precedent. Acesta a fost primul turneu care a avut loc în Europa de Est.

## Alegerea gazdei

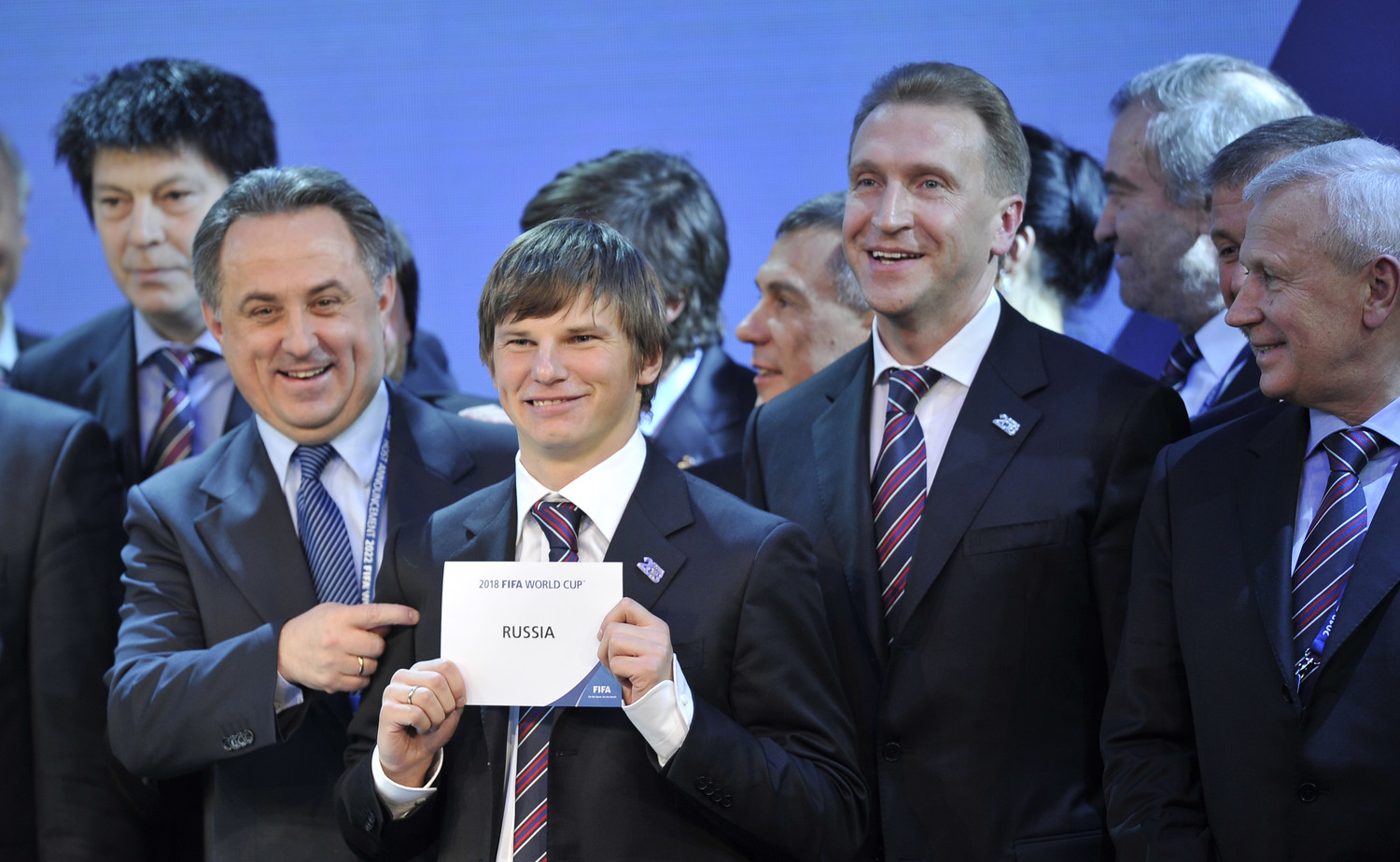
Rusia celebrând câștigarea găzduirii pentru Campionatul Mondial de Fotbal din 2018.

Alegerea gazdei a început în ianuarie 2009, iar asociațiile de fotbal au avut timp până în 2 februarie 2009 să-și exprime interesul. Inițial, nouă țări au dorit să găzduiască turneul din 2018, dar Mexic s-a retras, iar Indonezia a fost eliminată din cauză că nu a trimis o scrisoare la timp către FIFA. În timpul alegerilor, cele trei națiuni non-UEFA rămase (Australia, Japonia și Statele Unite) s-au retras din a găzdui evenimentul, iar națiunile UEFA au fost retrase pentru turneul din 2022. Într-un final, au mai rămas doar patru locuri: Anglia, Rusia, Olanda/Belgia și Spania/Portugalia.
Cei douăzeci și doi de membri ai comitetului executiv FIFA de la Zürich au hotărât ca pe 2 decembrie 2010 să se aleagă țara gazdă. Rusia a câștigat găzduirea în runda a doua de votare. Pe locul doi a ieșit urna Spania/Portugalia, iar pe locul trei, Belgia/Olanda. Șansa Angliei de a găzdui a doua oară turneul a cedat din prima încercare.

## Calificare

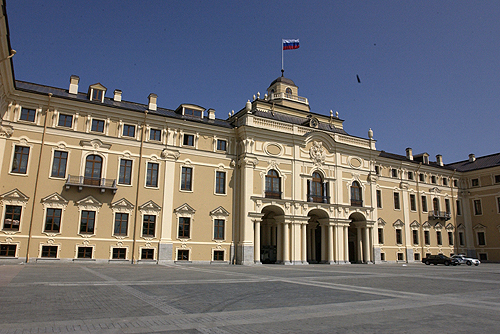
Tragerea la sorți a preliminariilor a avut loc la Palatul Konstantinovski

Toate naționalele federațiilor membre FIFA (209 în martie 2013) au fost eligibile pentru calificare. Myanmar (Birmania) a câștigat apelul făcut la FIFA și a putut juca meciurile de acasă pe teren propriu (după ce le-a fost interzis să facă acest lucru din cauza fanilor care au produs probleme în meciul de calificare de la Campionatul Mondial de Fotbal din 2014 împotriva Omanului. Rusia s-a calificat automat, ca gazdă.
Tragerea la sorți a avut loc la Sankt Petersburg, pe 25 iulie 2015.

### Echipe calificate

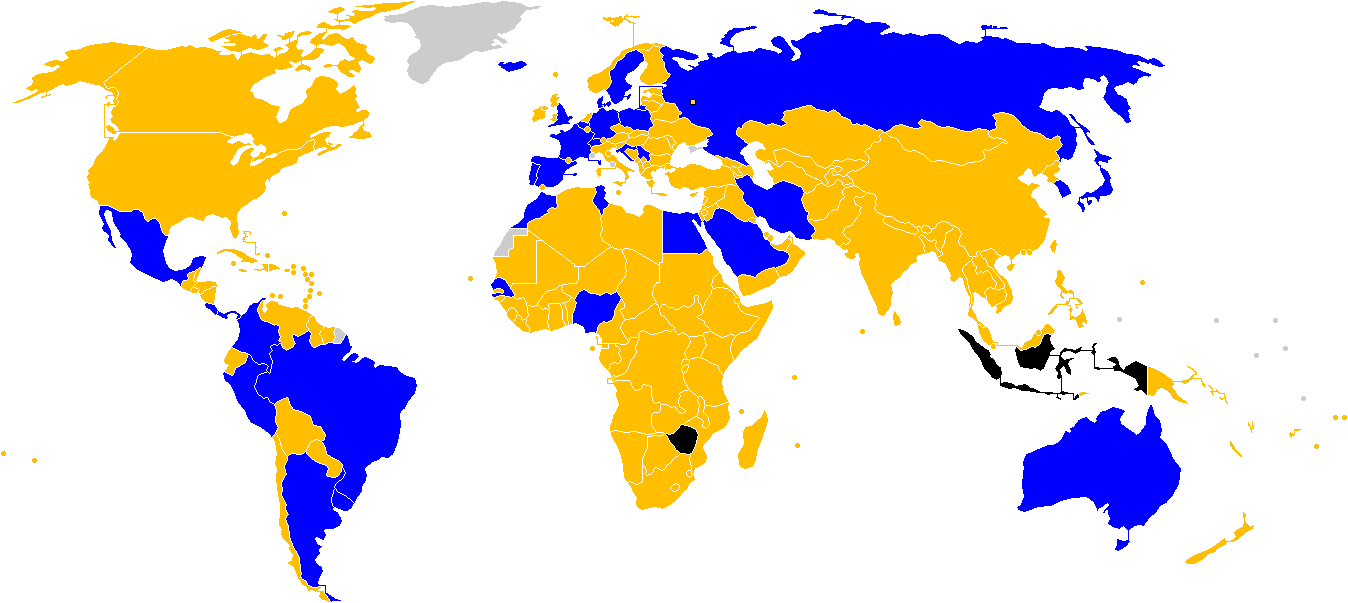
Echipele calificate pentru Cupa Mondială
Echipele nu au reușit să se califice pentru Cupa Mondială
Echipe excluse din turneul preliminar de către FIFA înainte de a juca un meci
Țările nu erau membri ai FIFA

| AFC (5) - Australia - Iran - Japonia - Arabia Saudită - Coreea de Sud CAF (5) - Egipt - Maroc - Nigeria - Senegal - Tunisia | CONCACAF (3) - Costa Rica - Mexic - Panama CONMEBOL (5) - Argentina - Brazilia - Columbia - Peru - Uruguay OFC (0) - Niciuna | UEFA (14) - Belgia - Croația - Danemarca - Anglia - Franța - Germania - Islanda - Polonia - Portugalia - Rusia (Gazda) - Serbia - Spania - Suedia - Elveția |  |

### Tragerea la sorți
Tragerea la sorți a avut loc la 1 decembrie 2017, ora 18:00, ora Moscovei, în Palatul de Stat Kremlin din Moscova. Cele 32 de echipe au fost repartizate aleator în opt grupe de câte patru.
| Urna 1 | Urna 2 | Urna 3 | Urna 4 |
| --- | --- | --- | --- |
| Rusia (65) (Gazda) · Germania (1) · Brazilia (2) · Portugalia (3) · Argentina (4) · Belgia (5) · Polonia (6) · Franța (7) | Spania (8) · Peru (10) · Elveția (11) · Anglia (12) · Columbia (13) · Mexic (16) · Uruguay (17) · Croația (18) | Danemarca (19) · Islanda (21) · Costa Rica (22) · Suedia (25) · Tunisia (28) · Egipt (30) · Senegal (32) · Iran (34) | Serbia (38) · Nigeria (41) · Australia (43) · Japonia (44) · Maroc (48) · Panama (49) · Coreea de Sud (62) · Arabia Saudită (63) |

### Echipele
Fiecare echipă trebuie să numească mai întâi o echipă preliminară de 30 de jucători. Din echipa preliminară, echipa trebuie să numească o echipă finală de 23 de jucători (trei dintre ei trebuie să fie portari) până la termenul limită al FIFA. Jucătorii din echipa finală pot fi înlocuiți din cauza unei vătămări grave până la 24 de ore înainte de începerea primului meci al echipei, unde jucătorii de înlocuire nu trebuie să fie în echipa preliminară. 

### Propunerea pentru expansiune
În octombrie 2013, președintele UEFA, Michel Platini, a propus ca pentru turneul din 2018 să se califice 40 de echipe, nu doar 32. Formatul ar fi fost la fel, doar că grupele ar fi fost de cinci echipe, nu de patru. Acesta a fost răspunsul pentru președintele FIFA, Sepp Blatter, care a declarat că Asia și Africa ar trebui să aibă mai multe locuri. Cu toate acestea, secretarul general, Jérôme Valcke, a spus că această expansiune este puțin probabilă, în timp ce prim-ministrul Rusiei pentru sporturi, Vitaly Mutko, a spus că Rusia se pregătește să găzduiască un turneu cu 32 de echipe.

## Orașe gazdă
Rusia a propus următoarele orașe-gazdă: Ekaterinburg, Iaroslavl, Kaliningrad, Kazan, Krasnodar, Moscova, Nijni Novgorod, Rostov, Sankt Petersburg, Samara, Saransk, Soci și Volgograd. Toate orașele fac parte sau sunt aproape de Rusia europeană pentru a reduce timpul de călătorie pentru echipele participante. Comisia de votare a declarat că: "Echipa rusă a propus 13 orașe și 16 stadioane, cu toate că acestea depășeau cu mult cererile minime ale FIFA. Trei din cele 16 stadioane vor fi renovate, iar cele 13 rămase vor fi reconstruite."
În octombrie 2011, Rusia a scăzut numărul stadioanelor de la 16 la 14. Construirea propusului stadion din Podolsk, Moscova, a fost anulată de guvernul local.
Lista stadioanelor finale a fost anunțată pe 29 septembrie 2012. Numărul orașelor a fost redus la 11, iar numărul stadioanelor la 12, de vreme ce Krasnodar și Yaroslavl au fost tăiate de pe acea listă.
Sepp Blatter a declarat în iulie 2014 că numărul stadioanelor ar putea scădea de la 12 la 10. Cu toate acestea, el a mai declarat: "Nu vom fi din nou în aceeași situație ca cea din Africa de Sud, atunci când s-a pus problema că nu vom mai avea ce să facem cu stadioanele construite".
| Moscova                          | Moscova                                                                                           | Sankt Petersburg                                                                                  | Kaliningrad                               |
| -------------------------------- | ------------------------------------------------------------------------------------------------- | ------------------------------------------------------------------------------------------------- | ----------------------------------------- |
| Stadionul Lujniki                | Otkrîtie Arena                                                                                    | Stadionul Krestovsky                                                                              | Stadionul Kaliningrad                     |
| Capacitate: 81.000 (renovat)     | Capacitate: 42.000 (stadion nou)                                                                  | Capacitate: 69.501 (stadion nou)                                                                  | Capacitate: 45.015 (stadion nou)          |
|                                  |                                                                                                   |                                                                                                   |                                           |
| Kazan                            | MoscovaSankt PetersburgKaliningradNijni NovgorodKazanSamaraVolgogradSaranskSociRostovEkaterinburg | MoscovaSankt PetersburgKaliningradNijni NovgorodKazanSamaraVolgogradSaranskSociRostovEkaterinburg | Nijni Novgorod                            |
| Kazan Arena                      | MoscovaSankt PetersburgKaliningradNijni NovgorodKazanSamaraVolgogradSaranskSociRostovEkaterinburg | MoscovaSankt PetersburgKaliningradNijni NovgorodKazanSamaraVolgogradSaranskSociRostovEkaterinburg | Stadionul Nijni Novgorod                  |
| Capacitate: 45.105 (stadion nou) | MoscovaSankt PetersburgKaliningradNijni NovgorodKazanSamaraVolgogradSaranskSociRostovEkaterinburg | MoscovaSankt PetersburgKaliningradNijni NovgorodKazanSamaraVolgogradSaranskSociRostovEkaterinburg | Capacitate: 44.899 (stadion nou)          |
|                                  | MoscovaSankt PetersburgKaliningradNijni NovgorodKazanSamaraVolgogradSaranskSociRostovEkaterinburg | MoscovaSankt PetersburgKaliningradNijni NovgorodKazanSamaraVolgogradSaranskSociRostovEkaterinburg |                                           |
| Samara                           | MoscovaSankt PetersburgKaliningradNijni NovgorodKazanSamaraVolgogradSaranskSociRostovEkaterinburg | MoscovaSankt PetersburgKaliningradNijni NovgorodKazanSamaraVolgogradSaranskSociRostovEkaterinburg | Volgograd                                 |
| Cosmos Arena (stadion nou)       | MoscovaSankt PetersburgKaliningradNijni NovgorodKazanSamaraVolgogradSaranskSociRostovEkaterinburg | MoscovaSankt PetersburgKaliningradNijni NovgorodKazanSamaraVolgogradSaranskSociRostovEkaterinburg | Volgograd Arena (va fi renovat sau mutat) |
| Capacitate: 44.918               | MoscovaSankt PetersburgKaliningradNijni NovgorodKazanSamaraVolgogradSaranskSociRostovEkaterinburg | MoscovaSankt PetersburgKaliningradNijni NovgorodKazanSamaraVolgogradSaranskSociRostovEkaterinburg | Capacitate: 45.015                        |
|                                  | MoscovaSankt PetersburgKaliningradNijni NovgorodKazanSamaraVolgogradSaranskSociRostovEkaterinburg | MoscovaSankt PetersburgKaliningradNijni NovgorodKazanSamaraVolgogradSaranskSociRostovEkaterinburg |                                           |
| Saransk                          | Rostov-pe-Don                                                                                     | Soci                                                                                              | Ekaterinburg                              |
| Mordovia Arena (stadion nou)     | Rostov Arena (stadion nou)                                                                        | Stadionul Olimpic Fișt (stadion nou)                                                              | Stadionul Central (renovat)               |
| Capacitate: 45.015               | Capacitate: 43.702                                                                                | Capacitate: 47.659                                                                                | Capacitate: 44.130                        |
|                                  |                                                                                                   |                                                                                                   |                                           |

## Controverse
Odată cu olimpiada de la Soci, alegerea Rusiei ca țară-gazdă a fost discutată. Marile probleme au fost nivelul de rasism din fotbalul rus și discriminarea persoanelor homosexuale. Implicarea Rusiei în conflictele din estul Ucrainei a reprezentat o altă problemă pentru care s-a cerut ca turneul să fie mutat, în particular din cauza anexării Crimeei și a prăbușirii zborului 17 al Malaysia Airlines. Președintele FIFA Sepp Blatter a declarat: "Campionatul Mondial va fi găzduit de Rusia, iar noi ne continuăm munca depusă".

## Grupele
| Campioni Locul 2 | Locul al treilea Locul al patrulea | Sferturi de finală Runda optimilor | Faza grupelor |

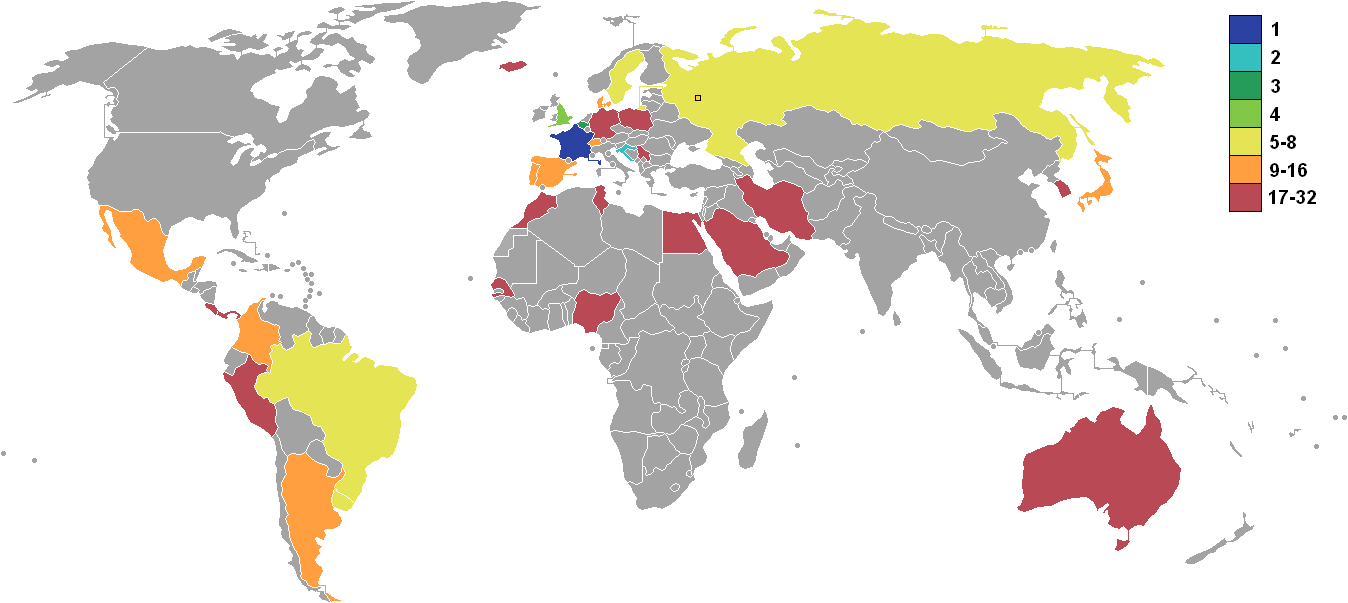
Campioni
Locul 2
Locul al treilea
Locul al patrulea
Sferturi de finală
Runda optimilor
Faza grupelor

Țările concurente sunt împărțite în opt grupe de câte patru echipe (grupuri de la A la H). Echipele din fiecare grupă joacă unele cu altele într-un turneu round-robin. Pentru o victorie se acordă 3 puncte echipei câștigătoare și pentru egal se acordă câte 1 punct fiecărei echipe. După terminarea meciurilor, primele două echipe din fiecare grupă avansează în runda eliminatorie (runda optimilor).

### Grupa A
| Loc | Echipă         | Pct. | MJ | V | E | Î | GM | GP | DG | Calificare                     |
| --- | -------------- | ---- | -- | - | - | - | -- | -- | -- | ------------------------------ |
| 1.  | Uruguay (A)    | 9    | 3  | 3 | 0 | 0 | 5  | 0  | +5 | Avansează în Faza eliminatorie |
| 2.  | Rusia (H, A)   | 6    | 3  | 2 | 0 | 1 | 8  | 4  | +4 | Avansează în Faza eliminatorie |
| 3.  | Arabia Saudită | 3    | 3  | 1 | 0 | 2 | 2  | 7  | −5 |                                |
| 4.  | Egipt          | 0    | 3  | 0 | 0 | 3 | 2  | 6  | −4 |                                |

| Rusia                                                    | 5–0    | Arabia Saudită |
| -------------------------------------------------------- | ------ | -------------- |
| Gazinsky 12' Cerîșev 43', 90+1' Dzyuba 71' Golovin 90+3' | Report |                |

| Egipt | 0–1    | Uruguay     |
| ----- | ------ | ----------- |
|       | Report | Giménez 89' |

| Rusia                                   | 3–1    | Egipt            |
| --------------------------------------- | ------ | ---------------- |
| Fathy 47' (aut.) Cerîșev 59' Dzyuba 62' | Report | Salah 73' (pen.) |

| Uruguay    | 1–0    | Arabia Saudită |
| ---------- | ------ | -------------- |
| Suárez 23' | Report |                |

| Uruguay                                  | 3–0    | Rusia |
| ---------------------------------------- | ------ | ----- |
| Suárez 10' Cerîșev 23' (aut.) Cavani 90' | Report |       |

| Arabia Saudită                         | 2–1    | Egipt     |
| -------------------------------------- | ------ | --------- |
| Al-Faraj 45+6' (pen.) Al-Dawsari 90+5' | Report | Salah 22' |

### Grupa B
| Loc | Echipă         | Pct. | MJ | V | E | Î | GM | GP | DG | Calificare                     |
| --- | -------------- | ---- | -- | - | - | - | -- | -- | -- | ------------------------------ |
| 1.  | Spania (A)     | 5    | 3  | 1 | 2 | 0 | 6  | 5  | +1 | Avansează în Faza eliminatorie |
| 2.  | Portugalia (A) | 5    | 3  | 1 | 2 | 0 | 5  | 4  | +1 | Avansează în Faza eliminatorie |
| 3.  | Iran           | 4    | 3  | 1 | 1 | 1 | 2  | 2  | 0  |                                |
| 4.  | Maroc          | 1    | 3  | 0 | 1 | 2 | 2  | 4  | −2 |                                |

| Maroc | 0–1    | Iran                    |
| ----- | ------ | ----------------------- |
|       | Report | Bouhaddouz 90+5' (aut.) |

| Portugalia                  | 3–3    | Spania                   |
| --------------------------- | ------ | ------------------------ |
| Ronaldo 4' (pen.), 45', 88' | Report | Costa 24', 55' Nacho 58' |

| Portugalia | 1–0    | Maroc |
| ---------- | ------ | ----- |
| Ronaldo 4' | Report |       |

| Iran | 0–1    | Spania    |
| ---- | ------ | --------- |
|      | Report | Costa 54' |

| Iran                    | 1–1    | Portugalia   |
| ----------------------- | ------ | ------------ |
| Ansarifard 90+4' (pen.) | Report | Quaresma 45' |

| Spania               | 2–2    | Maroc                     |
| -------------------- | ------ | ------------------------- |
| Isco 19' Aspas 90+1' | Report | Boutaïb 14' En-Nesyri 81' |

### Grupa C
| Loc | Echipă        | Pct. | MJ | V | E | Î | GM | GP | DG | Calificare                     |
| --- | ------------- | ---- | -- | - | - | - | -- | -- | -- | ------------------------------ |
| 1.  | Franța (A)    | 7    | 3  | 2 | 1 | 0 | 3  | 1  | +2 | Avansează în Faza eliminatorie |
| 2.  | Danemarca (A) | 5    | 3  | 1 | 2 | 0 | 2  | 1  | +1 | Avansează în Faza eliminatorie |
| 3.  | Peru          | 3    | 3  | 1 | 0 | 2 | 2  | 2  | 0  |                                |
| 4.  | Australia     | 1    | 3  | 0 | 1 | 2 | 2  | 5  | −3 |                                |

| Franța                                 | 2–1    | Australia          |
| -------------------------------------- | ------ | ------------------ |
| Griezmann 58' (pen.) Behich 81' (aut.) | Report | Jedinak 62' (pen.) |

| Peru | 0–1    | Danemarca   |
| ---- | ------ | ----------- |
|      | Report | Poulsen 59' |

| Franța     | 1–0    | Peru |
| ---------- | ------ | ---- |
| Mbappé 34' | Report |      |

| Danemarca  | 1–1    | Australia          |
| ---------- | ------ | ------------------ |
| Eriksen 7' | Report | Jedinak 38' (pen.) |

| Danemarca | 0–0    | Franța |
| --------- | ------ | ------ |
|           | Report |        |

| Australia | 0–2    | Peru                      |
| --------- | ------ | ------------------------- |
|           | Report | Carrillo 18' Guerrero 50' |

### Grupa D
| Loc | Echipă        | Pct. | MJ | V | E | Î | GM | GP | DG | Calificare                     |
| --- | ------------- | ---- | -- | - | - | - | -- | -- | -- | ------------------------------ |
| 1.  | Croația (A)   | 9    | 3  | 3 | 0 | 0 | 7  | 1  | +6 | Avansează în Faza eliminatorie |
| 2.  | Argentina (A) | 4    | 3  | 1 | 1 | 1 | 3  | 5  | −2 | Avansează în Faza eliminatorie |
| 3.  | Nigeria       | 3    | 3  | 1 | 0 | 2 | 3  | 4  | −1 |                                |
| 4.  | Islanda       | 1    | 3  | 0 | 1 | 2 | 2  | 5  | −3 |                                |

| Argentina  | 1–1    | Islanda         |
| ---------- | ------ | --------------- |
| Agüero 19' | Report | Finnbogason 23' |

| Croația                            | 2–0    | Nigeria |
| ---------------------------------- | ------ | ------- |
| Etebo 32' (aut.) Modrić 71' (pen.) | Report |         |

| Argentina | 0–3    | Croația                            |
| --------- | ------ | ---------------------------------- |
|           | Report | Rebić 53' Modrić 80' Rakitić 90+1' |

| Nigeria       | 2–0    | Islanda |
| ------------- | ------ | ------- |
| Musa 49', 75' | Report |         |

| Nigeria          | 1–2    | Argentina          |
| ---------------- | ------ | ------------------ |
| Moses 51' (pen.) | Report | Messi 14' Rojo 87' |

| Islanda                  | 1–2    | Croația                |
| ------------------------ | ------ | ---------------------- |
| G. Sigurðsson 76' (pen.) | Report | Badelj 53' Perišić 90' |

### Grupa E
| Loc | Echipă       | Pct. | MJ | V | E | Î | GM | GP | DG | Calificare                     |
| --- | ------------ | ---- | -- | - | - | - | -- | -- | -- | ------------------------------ |
| 1.  | Brazilia (A) | 7    | 3  | 2 | 1 | 0 | 5  | 1  | +4 | Avansează în Faza eliminatorie |
| 2.  | Elveția (A)  | 5    | 3  | 1 | 2 | 0 | 5  | 4  | +1 | Avansează în Faza eliminatorie |
| 3.  | Serbia       | 3    | 3  | 1 | 0 | 2 | 2  | 4  | −2 |                                |
| 4.  | Costa Rica   | 1    | 3  | 0 | 1 | 2 | 2  | 5  | −3 |                                |

| Costa Rica | 0–1    | Serbia      |
| ---------- | ------ | ----------- |
|            | Report | Kolarov 56' |

| Brazilia     | 1–1    | Elveția   |
| ------------ | ------ | --------- |
| Coutinho 20' | Report | Zuber 50' |

| Brazilia                    | 2–0    | Costa Rica |
| --------------------------- | ------ | ---------- |
| Coutinho 90+1' Neymar 90+7' | Report |            |

| Serbia      | 1–2    | Elveția               |
| ----------- | ------ | --------------------- |
| Mitrović 5' | Report | Xhaka 52' Shaqiri 90' |

| Serbia | 0–2    | Brazilia                      |
| ------ | ------ | ----------------------------- |
|        | Report | Paulinho 36' Thiago Silva 68' |

| Elveția                | 2–2    | Costa Rica                     |
| ---------------------- | ------ | ------------------------------ |
| Džemaili 31' Drmić 88' | Report | Waston 56' Sommer 90+3' (aut.) |

### Grupa F
| Loc | Echipă        | Pct. | MJ | V | E | Î | GM | GP | DG | Calificare                     |
| --- | ------------- | ---- | -- | - | - | - | -- | -- | -- | ------------------------------ |
| 1.  | Suedia (A)    | 6    | 3  | 2 | 0 | 1 | 5  | 2  | +3 | Avansează în Faza eliminatorie |
| 2.  | Mexic (A)     | 6    | 3  | 2 | 0 | 1 | 3  | 4  | −1 | Avansează în Faza eliminatorie |
| 3.  | Coreea de Sud | 3    | 3  | 1 | 0 | 2 | 3  | 3  | 0  |                                |
| 4.  | Germania      | 3    | 3  | 1 | 0 | 2 | 2  | 4  | −2 |                                |

| Germania | 0–1    | Mexic      |
| -------- | ------ | ---------- |
|          | Report | Lozano 35' |

| Suedia               | 1–0    | Coreea de Sud |
| -------------------- | ------ | ------------- |
| Granqvist 65' (pen.) | Report |               |

| Coreea de Sud       | 1–2    | Mexic                         |
| ------------------- | ------ | ----------------------------- |
| Son Heung-min 90+3' | Report | Vela 26' (pen.) Hernández 66' |

| Germania             | 2–1    | Suedia       |
| -------------------- | ------ | ------------ |
| Reus 48' Kroos 90+5' | Report | Toivonen 32' |

| Coreea de Sud                            | 2–0    | Germania |
| ---------------------------------------- | ------ | -------- |
| Kim Young-gwon 90+3' Son Heung-min 90+6' | Report |          |

| Mexic | 0–3    | Suedia                                                   |
| ----- | ------ | -------------------------------------------------------- |
|       | Report | Augustinsson 50' Granqvist 61' (pen.) Álvarez 74' (aut.) |

### Grupa G
| Loc | Echipă     | Pct. | MJ | V | E | Î | GM | GP | DG | Calificare                     |
| --- | ---------- | ---- | -- | - | - | - | -- | -- | -- | ------------------------------ |
| 1.  | Belgia (A) | 9    | 3  | 3 | 0 | 0 | 9  | 2  | +7 | Avansează în Faza eliminatorie |
| 2.  | Anglia (A) | 6    | 3  | 2 | 0 | 1 | 8  | 3  | +5 | Avansează în Faza eliminatorie |
| 3.  | Tunisia    | 3    | 3  | 1 | 0 | 2 | 5  | 8  | −3 |                                |
| 4.  | Panama     | 0    | 3  | 0 | 0 | 3 | 2  | 11 | −9 |                                |

| Belgia                      | 3–0    | Panama |
| --------------------------- | ------ | ------ |
| Mertens 47' Lukaku 69', 75' | Report |        |

| Tunisia          | 1–2    | Anglia          |
| ---------------- | ------ | --------------- |
| Sassi 35' (pen.) | Report | Kane 11', 90+1' |

| Belgia                                                   | 5–2    | Tunisia                |
| -------------------------------------------------------- | ------ | ---------------------- |
| E. Hazard 6' (pen.), 51' Lukaku 16', 45+3' Batshuayi 90' | Report | Bronn 18' Khazri 90+3' |

| Anglia                                                        | 6–1    | Panama    |
| ------------------------------------------------------------- | ------ | --------- |
| Stones 8', 40' Kane 22' (pen.), 45+1' (pen.), 62' Lingard 36' | Report | Baloy 78' |

| Anglia | 0–1    | Belgia      |
| ------ | ------ | ----------- |
|        | Report | Januzaj 51' |

| Panama            | 1–2    | Tunisia                       |
| ----------------- | ------ | ----------------------------- |
| Meriah 33' (aut.) | Report | F. Ben Youssef 51' Khazri 66' |

### Grupa H
| Loc | Echipă       | Pct. | MJ | V | E | Î | GM | GP | DG | Calificare                     |
| --- | ------------ | ---- | -- | - | - | - | -- | -- | -- | ------------------------------ |
| 1.  | Columbia (A) | 6    | 3  | 2 | 0 | 1 | 5  | 2  | +3 | Avansează în Faza eliminatorie |
| 2.  | Japonia (A)  | 4    | 3  | 1 | 1 | 1 | 4  | 4  | 0  | Avansează în Faza eliminatorie |
| 3.  | Senegal      | 4    | 3  | 1 | 1 | 1 | 4  | 4  | 0  |                                |
| 4.  | Polonia      | 3    | 3  | 1 | 0 | 2 | 2  | 5  | −3 |                                |

| Columbia     | 1–2    | Japonia                    |
| ------------ | ------ | -------------------------- |
| Quintero 39' | Report | Kagawa 6' (pen.) Osako 73' |

| Polonia        | 1–2    | Senegal                     |
| -------------- | ------ | --------------------------- |
| Krychowiak 86' | Report | Cionek 37' (aut.) Niang 60' |

| Japonia            | 2–2    | Senegal            |
| ------------------ | ------ | ------------------ |
| Inui 34' Honda 78' | Report | Mané 11' Wagué 71' |

| Polonia | 0–3    | Columbia                             |
| ------- | ------ | ------------------------------------ |
|         | Report | Mina 40' Falcao 70' Ju. Cuadrado 75' |

| Japonia | 0–1    | Polonia      |
| ------- | ------ | ------------ |
|         | Report | Bednarek 59' |

| Senegal | 0–1    | Columbia |
| ------- | ------ | -------- |
|         | Report | Mina 74' |

## Faza eliminatorie

### Echipele calificate
Primele două echipe plasate în fiecare din cele opt grupe se vor califica pentru faza eliminatorie.
| Grupa | Locul unu | Locul doi  |
| ----- | --------- | ---------- |
| A     | Uruguay   | Rusia      |
| B     | Spania    | Portugalia |
| C     | Franța    | Danemarca  |
| D     | Croația   | Argentina  |
| E     | Brazilia  | Elveția    |
| F     | Suedia    | Mexic      |
| G     | Belgia    | Anglia     |
| H     | Columbia  | Japonia    |

|  | Optimi de finală             | Optimi de finală |                              |       | Sferturi de finală | Sferturi de finală |                             |                             | Semifinale | Semifinale |  |  | Finala | Finala |
|  |                              |                  |                              |       |                    |                    |                             |                             |            |            |  |  |        |        |
|  | 30 iunie – Soci              |                  |                              |       |                    |                    |                             |                             |            |            |  |  |        |        |
|  |                              |                  |                              |       |                    |                    |                             |                             |            |            |  |  |        |        |
|  | Uruguay                      | 2                |                              |       |                    |                    |                             |                             |            |            |  |  |        |        |
|  | Uruguay                      | 2                | 6 iulie – Nijni Novgorod     |       |                    |                    |                             |                             |            |            |  |  |        |        |
|  | Portugalia                   | 1                |                              |       |                    |                    |                             |                             |            |            |  |  |        |        |
|  | Portugalia                   | 1                | Uruguay                      | 0     |                    |                    |                             |                             |            |            |  |  |        |        |
|  | 30 iunie – Kazan             |                  | Uruguay                      | 0     |                    |                    |                             |                             |            |            |  |  |        |        |
|  |                              | Franța           | 2                            |       |                    |                    |                             |                             |            |            |  |  |        |        |
|  | Franța                       | Franța           | 2                            | 4     |                    |                    |                             |                             |            |            |  |  |        |        |
|  | Franța                       |                  | 10 iulie – Saint Petersburg  | 4     |                    |                    |                             |                             |            |            |  |  |        |        |
|  | Argentina                    | 3                |                              |       |                    |                    |                             |                             |            |            |  |  |        |        |
|  | Argentina                    | 3                | Franța                       | 1     |                    |                    |                             |                             |            |            |  |  |        |        |
|  | 2 iulie – Samara             |                  | Franța                       | 1     |                    |                    |                             |                             |            |            |  |  |        |        |
|  |                              | Belgia           | 0                            |       |                    |                    |                             |                             |            |            |  |  |        |        |
|  | Brazilia                     | Belgia           | 0                            | 2     |                    |                    |                             |                             |            |            |  |  |        |        |
|  | Brazilia                     | 6 iulie – Kazan  |                              | 2     |                    |                    |                             |                             |            |            |  |  |        |        |
|  | Mexic                        | 0                |                              |       |                    |                    |                             |                             |            |            |  |  |        |        |
|  | Mexic                        | 0                | Brazilia                     | 1     |                    |                    |                             |                             |            |            |  |  |        |        |
|  | 2 iulie – Rostov-pe-Don      |                  | Brazilia                     | 1     |                    |                    |                             |                             |            |            |  |  |        |        |
|  |                              | Belgia           | 2                            |       |                    |                    |                             |                             |            |            |  |  |        |        |
|  | Belgia                       | Belgia           | 2                            | 3     |                    |                    |                             |                             |            |            |  |  |        |        |
|  | Belgia                       |                  | 15 iulie – Moscova (Lujniki) | 3     |                    |                    |                             |                             |            |            |  |  |        |        |
|  | Japonia                      | 2                |                              |       |                    |                    |                             |                             |            |            |  |  |        |        |
|  | Japonia                      | 2                | Franța                       | 4     |                    |                    |                             |                             |            |            |  |  |        |        |
|  | 1 iulie – Moscova (Lujniki)  |                  | Franța                       | 4     |                    |                    |                             |                             |            |            |  |  |        |        |
|  |                              | Croația          | 2                            |       |                    |                    |                             |                             |            |            |  |  |        |        |
|  | Spania                       | Croația          | 2                            | 1 (3) |                    |                    |                             |                             |            |            |  |  |        |        |
|  | Spania                       | 7 iulie – Soci   |                              | 1 (3) |                    |                    |                             |                             |            |            |  |  |        |        |
|  | Rusia (pen.)                 | 1 (4)            |                              |       |                    |                    |                             |                             |            |            |  |  |        |        |
|  | Rusia (pen.)                 | 1 (4)            | Rusia                        | 2 (3) |                    |                    |                             |                             |            |            |  |  |        |        |
|  | 1 iulie – Nijni Novgorod     |                  | Rusia                        | 2 (3) |                    |                    |                             |                             |            |            |  |  |        |        |
|  |                              | Croația (pen.)   | 2 (4)                        |       |                    |                    |                             |                             |            |            |  |  |        |        |
|  | Croația (pen.)               | Croația (pen.)   | 2 (4)                        | 1 (3) |                    |                    |                             |                             |            |            |  |  |        |        |
|  | Croația (pen.)               |                  | 11 iulie – Moscova (Lujniki) | 1 (3) |                    |                    |                             |                             |            |            |  |  |        |        |
|  | Danemarca                    | 1 (2)            |                              |       |                    |                    |                             |                             |            |            |  |  |        |        |
|  | Danemarca                    | 1 (2)            | Croația                      | 2     |                    |                    |                             |                             |            |            |  |  |        |        |
|  | 3 iulie – Saint Petersburg   |                  | Croația                      | 2     |                    |                    |                             |                             |            |            |  |  |        |        |
|  |                              | Anglia           | 1                            |       | Finala mică        | Finala mică        |                             |                             |            |            |  |  |        |        |
|  | Suedia                       | Anglia           | 1                            | 1     | Finala mică        | Finala mică        |                             |                             |            |            |  |  |        |        |
|  | Suedia                       | 7 iulie – Samara | 7 iulie – Samara             | 1     |                    |                    | 14 iulie – Saint Petersburg | 14 iulie – Saint Petersburg |            |            |  |  |        |        |
|  | Elveția                      | 7 iulie – Samara | 7 iulie – Samara             | 0     |                    |                    | 14 iulie – Saint Petersburg | 14 iulie – Saint Petersburg |            |            |  |  |        |        |
|  | Elveția                      | Suedia           | 0                            | 0     | Belgia             | 2                  |                             |                             |            |            |  |  |        |        |
|  | 3 iulie – Moscova (Otkrîtie) | Suedia           | 0                            |       | Belgia             | 2                  |                             |                             |            |            |  |  |        |        |
|  |                              | Anglia           | 2                            |       | Anglia             | 0                  |                             |                             |            |            |  |  |        |        |
|  | Columbia                     | Anglia           | 2                            | 1 (3) | Anglia             | 0                  |                             |                             |            |            |  |  |        |        |
|  | Columbia                     |                  |                              | 1 (3) |                    |                    |                             |                             |            |            |  |  |        |        |
|  | Anglia (pen.)                | 1 (4)            |                              |       |                    |                    |                             |                             |            |            |  |  |        |        |
|  | Anglia (pen.)                | 1 (4)            |                              |       |                    |                    |                             |                             |            |            |  |  |        |        |

### Optimi de finală
| Franța                                          | 4–3    | Argentina                             |
| ----------------------------------------------- | ------ | ------------------------------------- |
| Griezmann 13' (pen.) Pavard 57' Mbappé 64', 68' | Report | Di María 41' Mercado 48' Agüero 90+3' |

| Uruguay        | 2–1    | Portugalia |
| -------------- | ------ | ---------- |
| Cavani 7', 62' | Report | Pepe 55'   |

| Spania                                 | 1–1 (d.p.) | Rusia                                    |
| -------------------------------------- | ---------- | ---------------------------------------- |
| Ignashevich 12' (aut.)                 | Report     | Dzyuba 41' (pen.)                        |
| Iniesta · Piqué · Koke · Ramos · Aspas | 3–4        | Smolov · Ignashevich · Golovin · Cerîșev |

| Croația                                        | 1–1 (d.p.) | Danemarca                                            |
| ---------------------------------------------- | ---------- | ---------------------------------------------------- |
| Mandžukić 4'                                   | Report     | M. Jørgensen 1'                                      |
| Badelj · Kramarić · Modrić · Pivarić · Rakitić | 3–2        | Eriksen · Kjær · Krohn-Dehli · Schöne · N. Jørgensen |

| Brazilia               | 2–0    | Mexic |
| ---------------------- | ------ | ----- |
| Neymar 51' Firmino 88' | Report |       |

| Belgia                                   | 3–2    | Japonia                |
| ---------------------------------------- | ------ | ---------------------- |
| Vertonghen 69' Fellaini 74' Chadli 90+4' | Report | Haraguchi 48' Inui 52' |

| Suedia       | 1–0    | Elveția |
| ------------ | ------ | ------- |
| Forsberg 66' | Report |         |

| Columbia                                   | 1–1 (d.p.) | Anglia                                        |
| ------------------------------------------ | ---------- | --------------------------------------------- |
| Mina 90+3'                                 | Report     | Kane 57' (pen.)                               |
| Falcao · Cuadrado · Muriel · Uribe · Bacca | 3–4        | Kane · Rashford · Henderson · Trippier · Dier |

### Sferturi de finală
| Uruguay | 0–2    | Franța                   |
| ------- | ------ | ------------------------ |
|         | Report | Varane 40' Griezmann 61' |

| Brazilia           | 1–2    | Belgia                               |
| ------------------ | ------ | ------------------------------------ |
| Renato Augusto 76' | Report | Fernardinho 13' (aut.) De Bruyne 32' |

| Suedia | 0–2    | Anglia               |
| ------ | ------ | -------------------- |
|        | Report | Maguire 30' Alli 59' |

| Rusia                                                 | 2–2 (d.p.) | Croația                                      |
| ----------------------------------------------------- | ---------- | -------------------------------------------- |
| Cerîșev 31' Fernandes 115'                            | Report     | Kramarić 39' Vida 101'                       |
| Smolov · Dzagoev · Fernandes · Ignashevich · Kuzyayev | 3–4        | Brozović · Kovačić · Modrić · Vida · Rakitić |

### Semifinale
| Franța     | 1–0    | Belgia |
| ---------- | ------ | ------ |
| Umtiti 50' | Report |        |

| Croația                    | 2–1 (d.p.) | Anglia      |
| -------------------------- | ---------- | ----------- |
| Perišić 68' Mandžukić 109' | Report     | Trippier 5' |

### Finala mică
| Belgia                   | 2–0    | Anglia |
| ------------------------ | ------ | ------ |
| Meunier 4' E. Hazard 82' | Report |        |

### Finala
| Franța                                                         | 4–2    | Croația                   |
| -------------------------------------------------------------- | ------ | ------------------------- |
| Mandžukić 19' (aut.) Griezmann 38' (pen.) Pogba 59' Mbappé 65' | Report | Perišić 29' Mandžukić 69' |

## Statistici

### Goluri
Au fost marcate 164 goluri în 64 de meciuri, pentru o medie de 2,64 goluri pe meci.
6 goluri
- Harry Kane

4 goluri
- Romelu Lukaku
- Antoine Griezmann
- Kylian Mbappé
- Cristiano Ronaldo
- Denis Cerîșev

3 goluri
- Eden Hazard
- Yerry Mina
- Mario Mandžukić
- Ivan Perišić
- Artyom Dzyuba
- Diego Costa
- Edinson Cavani

2 goluri
- John Stones
- Sergio Agüero
- Mile Jedinak
- Neymar
- Philippe Coutinho
- Son Heung-min
- Luka Modrić
- Mohamed Salah
- Takashi Inui
- Ahmed Musa
- Andreas Granqvist
- Wahbi Khazri
- Luis Suárez

1 gol
- Dele Alli
- Jesse Lingard
- Harry Maguire
- Kieran Trippier
- Salem Al-Dawsari
- Salman Al-Faraj
- Ángel Di María
- Gabriel Mercado
- Lionel Messi
- Marcos Rojo
- Michy Batshuayi
- Kevin De Bruyne
- Nacer Chadli
- Marouane Fellaini
- Adnan Januzaj
- Dries Mertens
- Thomas Meunier
- Jan Vertonghen
- Paulinho
- Renato Augusto
- Roberto Firmino
- Thiago Silva
- Christian Eriksen
- Mathias Jørgensen
- Yussuf Poulsen
- Juan Cuadrado
- Radamel Falcao
- Juan Fernando Quintero
- Kim Young-Gwon
- Milan Badelj
- Andrej Kramarić
- Ivan Rakitić
- Ante Rebić
- Domagoj Vida
- Kendall Waston
- Josip Drmić
- Blerim Džemaili
- Xherdan Shaqiri
- Granit Xhaka
- Steven Zuber
- Benjamin Pavard
- Paul Pogba
- Samuel Umtiti
- Raphaël Varane
- Toni Kroos
- Marco Reus
- Karim Ansarifard
- Alfreð Finnbogason
- Gylfi Sigurðsson
- Genki Haraguchi
- Keisuke Honda
- Shinji Kagawa
- Yuya Osako
- Khalid Boutaïb
- Youssef En-Nesyri
- Javier Hernández Balcázar
- Hirving Lozano
- Carlos Vela
- Victor Moses
- Felipe Baloy
- André Carrillo
- José Paolo Guerrero
- Jan Bednarek
- Grzegorz Krychowiak
- Pepe
- Ricardo Quaresma
- Mário Fernandes
- Yury Gazinsky
- Aleksandr Golovin
- Sadio Mané
- M'Baye Niang
- Moussa Wagué
- Aleksandar Kolarov
- Aleksandar Mitrović
- Iago Aspas
- Isco
- Nacho
- Ludwig Augustinsson
- Emil Forsberg
- Ola Toivonen
- Dylan Bronn
- Ferjani Sassi
- Fakhereedine Ben Youssef
- José María Giménez

1 autogol
- Aziz Behich (Contra  Franța)
- Fernardinho (Contra  Belgia)
- Mario Mandžukić (Contra  Franța)
- Ahmed Fathy (Contra  Rusia)
- Yann Sommer (Contra  Costa Rica)
- Aziz Bouhaddouz (Contra  Iran)
- Edson Álvarez (Contra  Suedia)
- Oghenekaro Etebo (Contra  Croația)
- Thiago Cionek (Contra  Senegal)
- Denis Cerîșev (Contra  Uruguay)
- Sergei Ignashevich (Contra  Spania)
- Yassine Meriah (Contra  Panama)

### Pase de gol
2 pase de gol
- Éver Banega
- Lionel Messi
- Nacer Chadli
- Kevin De Bruyne
- Eden Hazard
- Thomas Meunier
- Youri Tielemans
- Philippe Coutinho
- Juan Fernando Quintero
- James Rodríguez
- Antoine Griezmann
- Artem Dzyuba
- Aleksandr Golovin
- Viktor Claesson
- Carlos Sánchez

1 pasă de gol
- Jesse Lingard
- Harry Maguire
- Raheem Sterling
- Kieran Trippier
- Ashley Young
- Abdullah Otayf
- Gabriel Mercado
- Marcos Rojo
- Toby Alderweireld
- Romelu Lukaku
- Dries Mertens
- Douglas Costa
- Gabriel Jesus
- Neymar
- Willian
- Juan Cuadrado
- Lee Jae-sung
- Ju Se-jong
- Joel Campbell
- Milan Badelj
- Marcelo Brozović
- Mateo Kovačić
- Mario Mandžukić
- Luka Modrić
- Ivan Perišić
- Josip Pivarić
- Šime Vrsaljko
- Thomas Delaney
- Christian Eriksen
- Nicolai Jørgensen
- Abdallah Said
- Breel Embolo
- Mario Gavranović
- Xherdan Shaqiri
- Denis Zakaria
- Olivier Giroud
- Lucas Hernández
- Corentin Tolisso
- Mario Gómez
- Marco Reus
- Keisuke Honda
- Takashi Inui
- Shinji Kagawa
- Yuto Nagatomo
- Gaku Shibasaki
- Fayçal Fajr
- Javier Hernández
- Hirving Lozano
- Victor Moses
- Kenneth Omeruo
- Ricardo Ávila
- José Paolo Guerrero
- Kamil Grosicki
- Rafał Kurzawa
- Gonçalo Guedes
- Raphaël Guerreiro
- João Moutinho
- Adrien Silva
- Alan Dzagoev
- Mário Fernandes
- Ilya Kutepov
- Roman Zobnin
- M'Baye Niang
- Dušan Tadić
- Sergio Busquets
- Dani Carvajal
- Andrés Iniesta
- Ola Toivonen
- Oussama Haddadi
- Wahbi Khazri
- Hamdi Nagguez
- Rodrigo Bentancur
- Luis Suárez

## Drepturi de televizare
| Țară          | Furnizor               | Ref.                    |
| ------------- | ---------------------- | ----------------------- |
| Argentina     | TV Pública, TyC Sports | [ necesită citare ]     |
| Australia     | SBS                    | [ 93 ] [ 94 ]           |
| Brazilia      | Rede Globo             | [ 95 ]                  |
| Canada        | CTV, RDS, TSN          | [ 94 ] [ 96 ]           |
| Chile         | Canal 13, TVN          | [ necesită citare ]     |
| Elveția       | SRG SSR                | [ 97 ]                  |
| Germania      | ARD, ZDF               | [ 98 ] [ 99 ] [ 100 ]   |
| Hong Kong     | i-CABLE                | [ 101 ]                 |
| India         | Sony SIX               | [ 102 ] [ 103 ] [ 104 ] |
| Indonezia     | RCTI                   | [ necesită citare ]     |
| Irlanda       | RTÉ                    | [ 105 ] [ 106 ]         |
| Malaezia      | Astro, RTM             | [ necesită citare ]     |
| Portugalia    | RTP                    | [ 107 ]                 |
| Regatul Unit  | BBC, ITV               | [ 99 ]                  |
| Romania       | TVR1                   |                         |
| Statele Unite | Fox, Telemundo         | [ 108 ] [ 109 ]         |
| Suedia        | SVT, TV4               | [ 98 ] [ 100 ]          |

| Regiune                             | Furnizor           | Ref.                    |
| ----------------------------------- | ------------------ | ----------------------- |
| Caraibe                             | SportsMax          | [ 94 ] [ 110 ]          |
| Europa                              | EBU                | [ 98 ] [ 111 ]          |
| Oceania                             | SBS                | [ necesită citare ]     |
| Orientul Mijlociu și Africa de Nord | beIN Sports Arabia | [ 112 ] [ 113 ] [ 114 ] |